# Війна струмів (фільм)
«Війна струмів» (англ. The Current War) — американський історичний драматичний фільм 2017 року режисера Альфонсо Гомеса-Рехона, знятий за сценарієм Майкла Митника, про війну струмів між Томасом Едісоном і Джорджем Вестінгаузом. Бенедикт Камбербетч зіграв Едісона, Майкл Шеннон виконав роль Вестінгауза, крім того у ньому знімались Ніколас Голт, Том Голланд, Кетрін Вотерстон, Саймон Маньонда та Таппенс Міддлтон. Виконавчий продюсер фільму Мартін Скорсезе.
Прем'єра стрічки відбулась на Міжнародному кінофестивалі в Торонто 9 вересня 2017 року. Спочатку розповсюдженням фільму мала займатися компанія The Weinstein Company. У листопаді 2017 року реліз стрічки був відкладений, а фільм проданий через звинувачення у сексуальному насильстві Гарві Вайнштайна. Кінокартину купила Lantern Entertainment (спадкоємць TWC), яка потім продала внутрішні права на розповсюдження 101 Studios.

## Сюжет
У фільмі представлена історія «війни струмів» між електричними титанами Томасом Едісоном та партнерами Джорджем Вестінгаузом та Ніколою Теслою, які не могли дійти згоди чия електрична система буде живити сучасний світ. Едісон наполягав на постійному струмі (ПС), але це обмежувало в діапазоні та було дорого. Вестінгауз мав на меті довести користь змінного струму (ЗС), який міг працювати на великій відстані при значно нижчих витратах. Едісон та Вестінгауз змагалися за те, щоб міста США використовували саме їхню систему. Едісон припускав, що ЗС є небезпечним і вступив у рекламну війну, тоді як Вестінгауз наполягав на технічних перевагах ЗС. Оскільки Едісон намагався знайти способи зробити ПС доступнішим, Вестінгауз намагався змусити систему змінного струму високої напруги працювати з двигунами.
Боротьба між конкуруючими системами загострюється, коли обидві компанії висувають пропозицію щодо освітлення Всесвітньої виставки.

## У ролях
| Актор               | Роль                 |
| ------------------- | -------------------- |
| Бенедикт Камбербетч | Томас Едісон         |
| Майкл Шеннон        | Джордж Вестінгауз    |
| Ніколас Голт        | Нікола Тесла         |
| Кетрін Вотерстон    | Маргарет Ерскін      |
| Том Голланд         | Семюел Інсулл        |
| Таппенс Міддлтон    | Мері Стілвелл Едісон |
| Меттью Макфедьєн    | Дж. П. Морган        |
| Гаррі Меллінг       | Бенджамін Вейл       |
| Конор Мак-Нейл      | Вільям Кеммлер       |
| Демієн Молоні       | Бурк Кокран          |
| Джон Шваб           | Рудольф Янг          |
| Корі Джонсон        | Честер Алан Артур    |

## Виробництво
У 2011 році сценарій Майкла Митника потрапив у Чорний список найкращих сценаріїв ще нестворених фільмів.
3 травня 2012 року повідомлялося, що компанія Тимура Бекмамбетова Bazelevs Company придбала права на сценарій Митника. Бекмамбетов розглядав місце режисера фільму. 31 березня 2014 року стало відомо, що Бен Стіллер веде переговори щодо режисури. У вересні 2015 року Бенедикт Камбербетч та Джейк Джилленгол вели переговори щодо ролей Томаса Едісона та Джорджа Вестінгауза відповідно, Альфонсо Гомес-Рехон («Я, Ерл і та, що помирає») розглядав місце режисера. Саша Барон Коен був недовго пов'язаний з роллю Едісона. 29 вересня 2016 року Майкл Шеннон отримав роль Вестінгауза, а 4 жовтня Ніколас Голт — Ніколи Тесли. У листопаді 2016 року до них приєдналися Кетрін Вотерстон та Том Голланд, а наступного місяця — Таппенс Міддлтон та Меттью Макфедієн.
Основне знімання розпочали 18 грудня 2016 року і воно відбувалося у Лондоні та прилеглих районах, а також у Ротбері, Нортумберленд, де розташований маєток Крегсайд, який використали для зйомок. Крім того знімальну групу було помічено в Королівському павільйоні.

## Випуск
Спочатку The Weinstein Company планувала випустити фільм 22 грудня 2017 року, але дату було перенесено на 24 листопада 2017 року. Світова прем'єра відбулась на Міжнародному кінофестивалі в Торонто 9 вересня 2017 року. Через звинувачення у сексуальному насильстві проти тодішнього співголови компанії Гарві Вайнштайна реліз стрічки був відкладений. Вайнштайн заявив, що він брав участь у повторному монтажі фільму, коли стало відомо, що звинувачення будуть викриті.
У жовтні 2018 року компанія Lantern Entertainment, яка придбала активи The Weinstein Company після банкрутства, та 13 Films, міжнародний дистриб'ютор і фінансова компанія, уклали угоду про спільне розповсюдження фільму на міжнародному рівні. У квітні 2019 року було оголошено, що 101 Studios придбала права на розповсюдження фільму за $3 мільйони та взяла на себе зобов'язання щодо широкого розповсюдження. Режисер Гомес-Рехон заявив, що після прем'єри в Торонто він додав п'ять додаткових сцен і зменшив тривалість на десять хвилин. Стрічка була випущена 26 липня 2019 року у Великій Британії. Його планували випустити 4 жовтня 2019 року у США, але дата була перенесена на 25 жовтня 2019 року.

## Сприйняття
На Rotten Tomatoes рейтинг фільму становить 33 % на основі 46 відгуків, середня оцінка 4,79/10. Критичний консенсус вебсайту зазначає: «„Війна струмів“ живиться видатним акторським складом і історією, що інтригує та надихає, це робить низький магнетизм цієї драми ще більш шокуючим». На Metacritic середньозважена оцінка стрічки 44 із 100 на основі 13 відгуків, що свідчить про «змішані чи середні відгуки».
Девід Руні написав у «The Hollywood Reporter»: «Попри всю свою агресивну енергію, „Війна струмів“ — це мимовільна нудьга, що не відповідає рівню престижної премії „Оскар“, яку, очевидно, мала на увазі The Weinstein Co.». Ендрю Баркер з «Variety» сказав: «Бенедикт Камбербетч та Майкл Шеннон зіткнулися в цій яскравій, але неосяжній історії раннього періоду електричної системи Америки».
Ден Джолін із журналу «Empire» назвав фільм «стильним зображенням боротьби за владу, заснованим на справді цікавих історичних постатях та подіях. Але він намагається взяти занадто багато за занадто короткий час, коли все, що було потрібно, це зосередитися на Едісоні та Вестінгаузі». Пітер Бредшоу із «Гардіан» оцінив стрічку в 3 із 5 зірок, зазначивши: «Це вартий перегляду стилізований історичний фільм з цікавими візуальними образами та обличчями». Він зробив висновок, що фільм «висвітлює — але, можливо, не так багато, як міг би».